# Kalapøjser
En kalapøjser er et stykke krydsarmeret grøn haveslange på 175 mm påmonteret en som oftest gul ballon. Aggregatet finder anvendelse som blæseinstrument, idet man puster ind i haveslangens frie ende, hvorved ballonen udvider sig. Når man giver slip, falder ballonen sammen med et lille smæld, og når man er dygtig tillige med en snorkelyd. Kalapøjseren blev opfundet af Jan Monrad i 1983, fordi han skulle bruge en rekvisit til sin dengang nyudviklede figur Mogens.

## Variation: Kemipøjser
En variant af kalapøjseren, kemipøjseren, hvor haveslangen er erstattet af en tyk gummislange eller lignende ubøjeligt rør, anvendes som rekvisit i kemiske laboratorier til at opretholde en bestemt atmosfære over en kemisk reaktionsbeholder. Ballonen opblæses med den til reaktionen ønskede gas (fx nitrogen, argon, oxygen, hydrogen, etc.) fra en gascylinder, hvorpå slangeenden forbindes til kemikaliebeholderen vha. studs eller kanyle. Overtrykket fra den opblæste ballon opretholder specialatmosfæren i kolben og forhindrer atmosfærisk luft i at trænge ind til reaktionens kemikalier.